# Гончаров, Виктор Иванович (политик)
Виктор Иванович Гончаров (род. 14 июня 1959, Грачёвка, Ставропольский край) — советский и российский партийный и политический деятель. Первый секретарь Ставропольского краевого комитета КПРФ, член ЦК КПРФ. Депутат Государственной Думы VI созыва, член комитета Госдумы по региональной политике и проблемам Севера и Дальнего Востока. Член фракции КПРФ. С 2017 года — депутат Думы Ставропольского края.

## Биография
В 1983 году получил высшее образование по специальности «инженер-строитель» окончив Ставропольский политехнический институт. В 1995 году прошёл переподготовку по специальности «государственное и муниципальное управление» в Российской Академии государственной службы при Президенте РФ, квалификация «юрист». В 1997 году защитил диссертацию на соискание учёной степени кандидата юридических наук.
С 1976 по 1977 год работал в Грачевской межколхозной передвижной колонне объединения «Крайколхозстрой» разнорабочим, учеником токаря, токарем. С 1977 по 1983 проходил обучение в Ставропольском политехническом институте, в период учёбы в ВУЗе работал в комитете ВЛКСМ института. С 1983 по 1985 год проходил срочную службу в рядах Советской армии. После демобилизации, с 1983 по 1985 год работал в краевом комитете ВЛКСМ в должности контролёра-ревизора. С 1985 по 1990 год работал в Промышленном районном комитете КПСС, сначала инструктором орготдела, затем заведующим промышленно-транспортного отдела, заведующим орготдела. С 1990 по 1991 работал в районном Совете народных депутатов Промышленного района г. Ставрополь в должности заместителя председателя, с 1991 по 1994 год — председатель Совета депутатов. С 1994 по 1995 год в работал АО «Сахарный завод» Кочубеевский в должности заместителя генерального директора, с 1995 по 1996 работал в ТОО «Светлана» директором. В 1997 году, с апреля по ноябрь, работал в Ставропольском государственном университете в должности проректора. С 1997 по 2000 год работал в ЗАО «ЛУКойл-Маркет» в должности заместителя генерального директора, директора департамента региональных структур.
В марте 2007 года избран депутатом Ставропольской государственной Думы четвёртого созыва по спискам КПРФ. В декабре 2011 года баллотировался в депутаты Госдумы по спискам КПРФ, в результате распределения мандатов избран депутатом Государственной думы VI созыва.
В сентябре 2016 года избран депутатом Думы Ставропольского края по спискам КПРФ. 
В сентябре 2021 года избран депутатом Думы Ставропольского края седьмого созыва. Является руководителем фракции политической партии «Коммунистическая партия Российской Федерации» в Думе Ставропольского края.

## Награды
- Орден Дружбы (4 сентября 2023) — за активную законотворческую деятельность и многолетнюю добросовестную работу[11]
- Медаль ордена «За заслуги перед Отечеством» II степени
- Медаль «За заслуги в проведении Всероссийской переписи населения»
- Медаль ордена «За заслуги перед Ставропольским краем»
- Почетный знак Государственной Думы Федерального Собрания Российской Федерации «За заслуги в развитии Парламентаризма»
- Почетная грамота Государственной Думы Федерального Собрания Российской Федерации
- Почётная грамота Губернатора Ставропольского края
- Почётная грамота Государственной Думы Ставропольского края[5]